# Округ Мерсед
Округ Мерсед (енгл. Merced County) округ је у савезној држави Калифорнија, САД. Формиран је 1855. од дела територије Округа Марипоса, а следеће године је део његове територије уступљен Округу Фрезно. Округ је добио име по реци Мерсед, која се првобитно звала „El Río de Nuestra Señora de la Merced“.
Седиште округа и највећи град је Мерсед. Површина округа је 5.107,1 km², од чега је 4.995,3 km² (97,81%) копно, а 111,8 km² (2,19%) вода.
Према попису из 2010. округ је имао 255.793 становника, што је повећање од 21,5% у односу на попис из 2000. када је било 210.554 становника.
Ниједна политичка партија није изразито доминантна у округу, иако има више регистрованих демократа него републиканаца. На председничким изборима највише гласова у округу углавном добије онај кандидат који буде изабран за председника САД. Тако је 1992. и 1996. највише гласова добио Бил Клинтон, 2000. и 2004. Џорџ В. Буш, а 2008. Барак Обама.

## Највећа насеља
| Град       | Бр. становника (2010) |  |
| ---------- | --------------------- |  |
| Мерсед     | 78.958                |  |
| Лос Банос  | 35.972                |  |
| Атвотер    | 28.168                |  |
| Ливингстон | 13.058                |  |
| Делхај     | 10.755                |  |